# 砂田橋駅
砂田橋駅（すなだばしえき）は、愛知県名古屋市東区にある、名古屋市営地下鉄の駅および名古屋ガイドウェイバスの停留場である。

## 概要
名古屋市営地下鉄名城線とガイドウェイバス志段味線（ゆとりーとライン）が乗り入れている。 
砂田橋という駅名は、現在の砂田橋交差点付近にあった橋の名前に由来する。橋のかかっていた大幸川は、名古屋市道大幸線の拡幅整備とともに、道路下の暗渠（現在の大幸線南側歩道地下）となったため、砂田橋という名の橋は現存しない。駅は、旧大幸川河道に北側で隣接する。その後、昭和50年代に、住居表示の実施により、旧東区大幸町の東半分を中心とした地域に、砂田橋という町名を新設したことから、現在でも町名としては残っている。
駅近隣には、学校などの教育施設が数多く存在するため、当駅付近の学校に通学する生徒が、当駅を利用することが多く17時ごろはホームが学生で埋め尽くされている。
名城線本山・八事方面とゆとりーとライン小幡緑地方面を行き来する場合、当駅で乗り換えとなる。また、大曽根・栄方面とゆとりーとライン小幡緑地方面を行き来する場合でも区間によっては当駅での乗り換えが最も安くなる。

## 名古屋市営地下鉄

### 歴史
名城線大曽根からの東方への延伸区間は、当初、大曽根駅から新瑞橋駅までの区間の一部として、名古屋大学駅まで一気に開通させる予定であった。しかし、ナゴヤドームが1997年（平成9年）に開業することが決まると、それに合わせて大曽根駅 - 砂田橋駅間を先行開通させることになった。
開業当時は、1番線で折り返し運転を行い、2番線は折り返し回送電車となる終着列車の降車専用ホームとしてのみ使われていた。また、当時、現在の2番出口はなく、ゆとりーとライン開業後しばらくは、地下鉄からゆとりーとラインへの乗り換えは、1番出口から地上を経由する必要があった。その後、2番出口の完成により、地下鉄駅コンコースからゆとりーとライン小幡緑地行きホームに直結するエレベーターも整備され、利便性が増した。

### 年表
- 2000年（平成12年）1月19日：開業。
- 2003年（平成15年）12月13日：名古屋大学駅までの延伸区間が開業[3]。
- 2020年（令和2年）11月2日：可動式ホーム柵使用開始[4]。

### 駅構造
相対式2面2線のホームを持つ地下駅。駅番号はM14。アクセントカラーはライムグリーン。
当駅は、名城線南部駅務区名古屋大学管区駅より名城線運転区に移管された。

2003年（平成15年）の名古屋大学延伸、2004年（平成16年）の名城線環状化後もナゴヤドーム前矢田側に両渡り線がそのまま残っている。

#### のりば
| ホーム | 路線   | 方向   | 行先           |
| ------ | ------ | ------ | -------------- |
| 1      | 名城線 | 左回り | 大曽根・栄方面 |
| 2      | 名城線 | 右回り | 本山・八事方面 |

1・3番出口はそれぞれ愛知教育大学附属名古屋中学校、名古屋中学校・高等学校の敷地を一部削る形で設置されている。

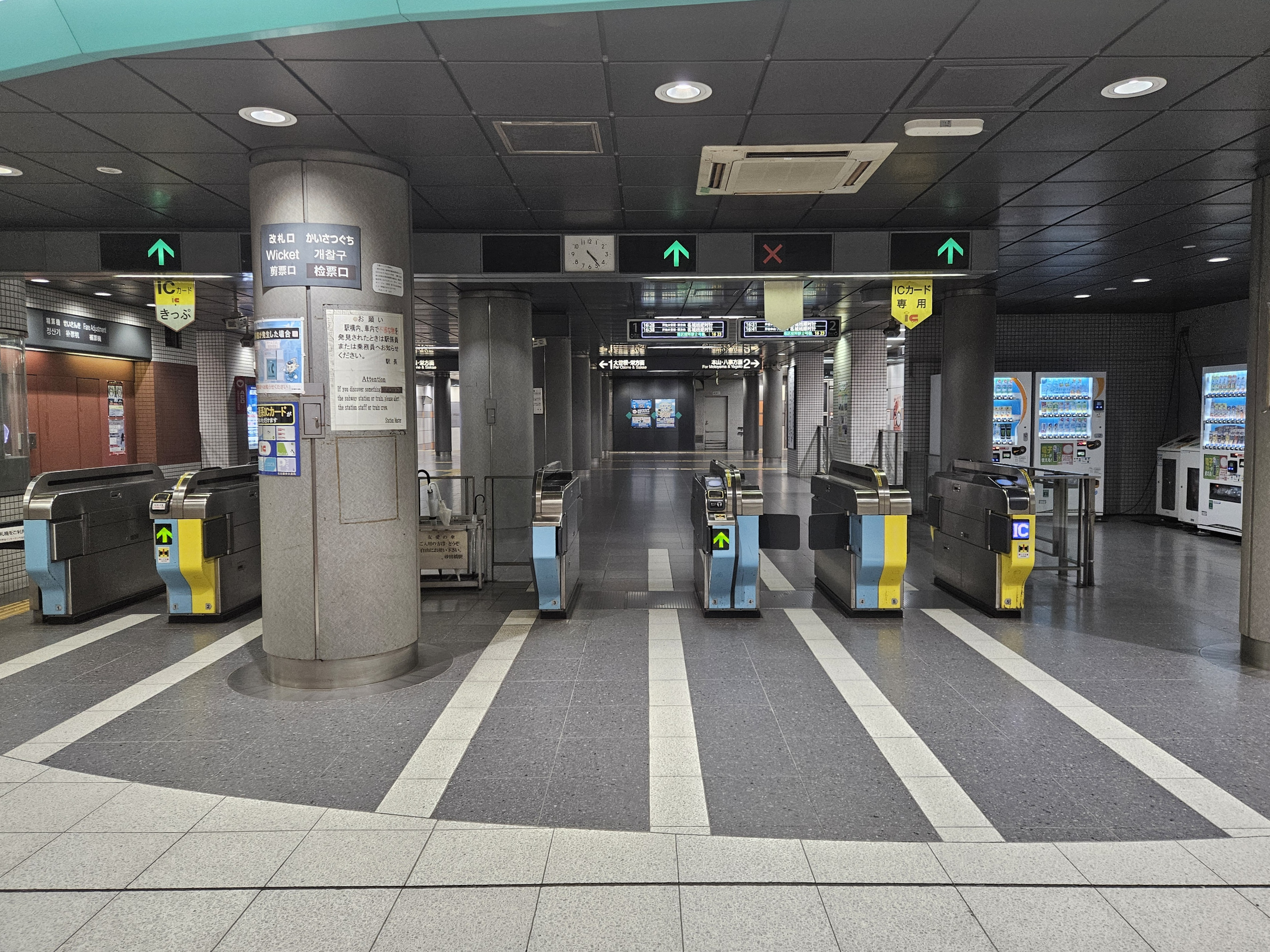
地下鉄改札口（2025年5月）
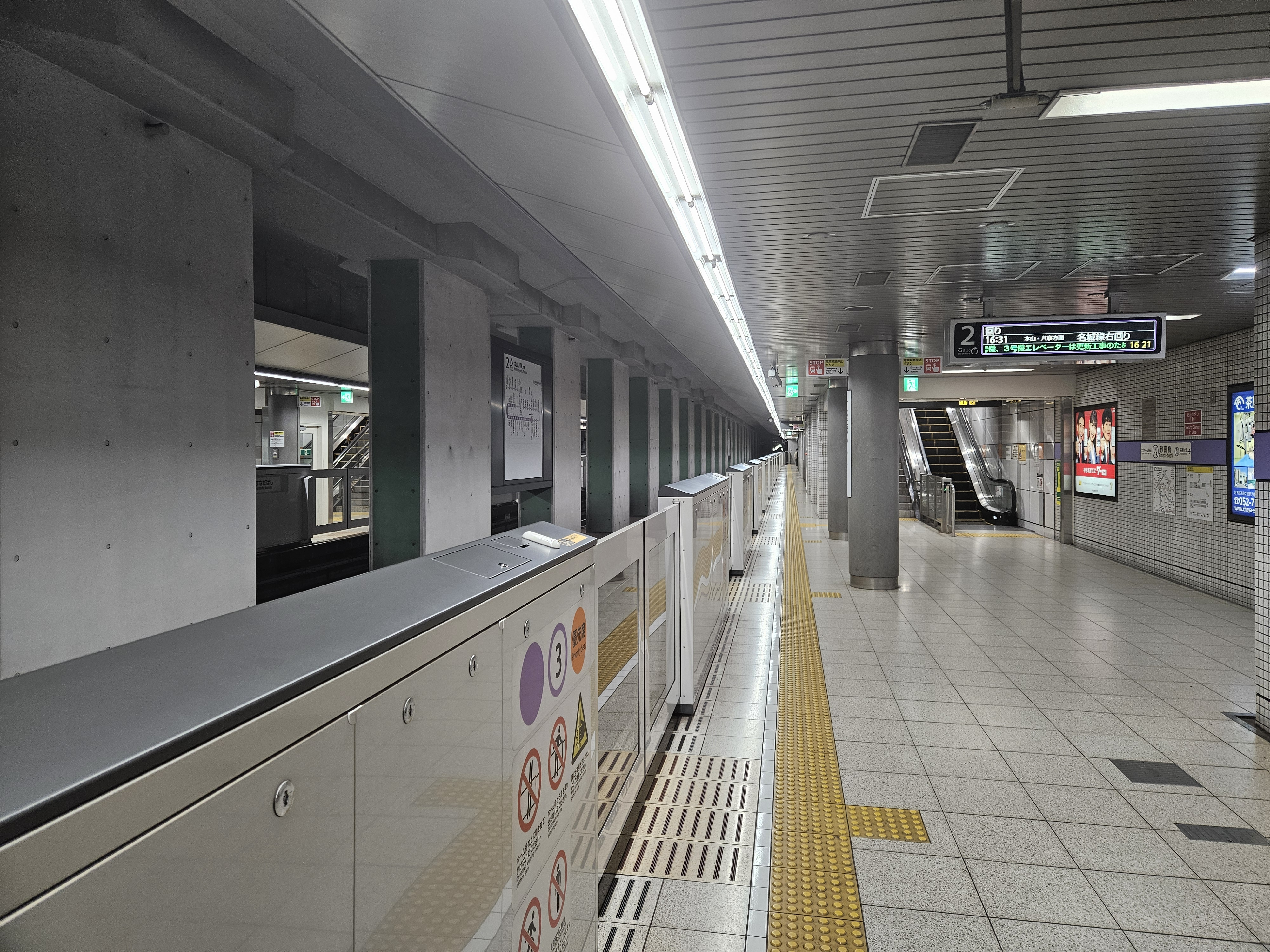
プラットホーム（2025年5月）

## 名古屋ガイドウェイバス

### 歴史
- 2001年（平成13年）3月23日：開業[6]。

### 停留場構造
相対式2面2線ホームを持つ高架駅。駅員は配置されていない。駅番号はY03。
北出口、南出口ともホームから地上までのエレベーターが設置され、バリアフリー化が図られている（北出口のエレベーターは地下鉄駅コンコースにもつながっており、地下1階から地上3階の1番ホームまで一度に上昇できる 開業後に設置）。また、上り2番ホームに設置されているエスカレーターは大曽根駅を除く中間駅においては唯一下り専用となっている。
駅舎2階にトイレが設置されている。

#### のりば
| のりば | 路線      | 方向 | 行先                           |
| ------ | --------- | ---- | ------------------------------ |
| 1      | ■志段味線 | 下り | 小幡緑地・中志段味・高蔵寺方面 |
| 2      | ■志段味線 | 上り | 大曽根方面                     |

## 利用状況
| 年度               | 地下鉄乗車人員（人/日） | 名古屋ガイドウェイバス乗車人員（人/日） |
| ------------------ | ----------------------- | --------------------------------------- |
| 2000年（平成12年） | 4,514                   |                                         |
| 2001年（平成13年） | 4,873                   | 307                                     |
| 2002年（平成14年） | 5,531                   | 350                                     |
| 2003年（平成15年） | 6,192                   | 596                                     |
| 2004年（平成16年） | 5,172                   | 915                                     |
| 2005年（平成17年） | 6,056                   | 1,220                                   |
| 2006年（平成18年） | 6,418                   | 1,255                                   |
| 2007年（平成19年） | 6,547                   | 1,231                                   |
| 2008年（平成20年） | 6,641                   | 1,310                                   |
| 2009年（平成21年） | 6,617                   | 1,240                                   |
| 2010年（平成22年） | 7,183                   | 1,385                                   |
| 2011年（平成23年） | 6,737                   | 1,376                                   |
| 2012年（平成24年） | 7,056                   | 1,416                                   |
| 2013年（平成25年） | 7,247                   | 1,479                                   |
| 2014年（平成26年） | 7,321                   | 1,554                                   |
| 2015年（平成27年） | 7,454                   | 1,612                                   |
| 2016年（平成28年） | 7,511                   | 1,647                                   |
| 2017年（平成29年） | 7,657                   | 1,732                                   |
| 2018年（平成30年） | 7,704                   | 1,719                                   |
| 2019年（令和元年） | 7,636                   | 1,710                                   |

※ 乗車人員（人 / 日）は、年度別乗車人員を、その年度の暦日で除したもの（小数点以下四捨五入）。

## 駅周辺
- 名古屋大学 大幸キャンパス
  - 名古屋大学医学部附属病院 大幸医療センター
- 名古屋市上下水道局 鍋屋上野浄水場
- 名古屋市上下水道局 宮前ポンプ所
- 愛知教育大学附属名古屋小学校・愛知教育大学附属名古屋中学校
- 名古屋市立砂田橋小学校
- 名古屋市立矢田中学校
- 名古屋学院 名古屋中学校・高等学校
- 至学館高等学校
- サンコート砂田橋（旧県営大幸団地）
- 名古屋ハートセンター
- 砂田橋ショッピングセンター
  - マックスバリュ 砂田橋店
  - サンドラッグ 砂田橋店
  - キャンドゥ 砂田橋店
  - マクドナルド 砂田橋マックスバリュ店
  - スーパースポーツゼビオ
- 大幸球場跡（現存せず）
- 矢田川
- 名古屋市道大幸線
- 竜泉寺街道（愛知県道30号関田名古屋線）
- 上野天満宮（徒歩で約15分）
- 名古屋晴明神社（徒歩で約12分）
- 大幸八幡社
- 愛知工業大学名電中学校・高等学校（徒歩で20分、最寄駅は東山線池下駅）
- 名古屋経済大学市邨中学校・高等学校（徒歩で25分、最寄り駅は東山線今池駅）

## バス路線
名古屋市営バス「砂田橋」バス停
- 幹砂田1：大森車庫 - 砂田橋 - 池下
- 名駅15：名古屋駅 - 砂田橋- 茶屋ヶ坂
- 千種11：千種駅前 - 砂田橋
- 茶屋12：池下 - 砂田橋 - 猪子石団地・汁谷東
- 東巡回：大曽根 - 砂田橋 - 茶屋ヶ坂
- 森・新：大森車庫→砂田橋→大曽根→新守山駅

※ 地下鉄名古屋大学開通前は、多数の系統が数多く運転されていたため、駅北方に広い面積のバスの転回場があった。現在は少なくなったためにその面積が半減したものの転回場そのものは残っている。

## 隣の駅
名古屋市営地下鉄
 名城線
ナゴヤドーム前矢田駅 (M13) - 砂田橋駅 (M14) - 茶屋ヶ坂駅 (M15)
名古屋ガイドウェイバス
■ガイドウェイバス志段味線
ナゴヤドーム前矢田駅 (Y02) - 砂田橋駅 (Y03) - 守山駅 (Y04)